# Sanctuaire Miao

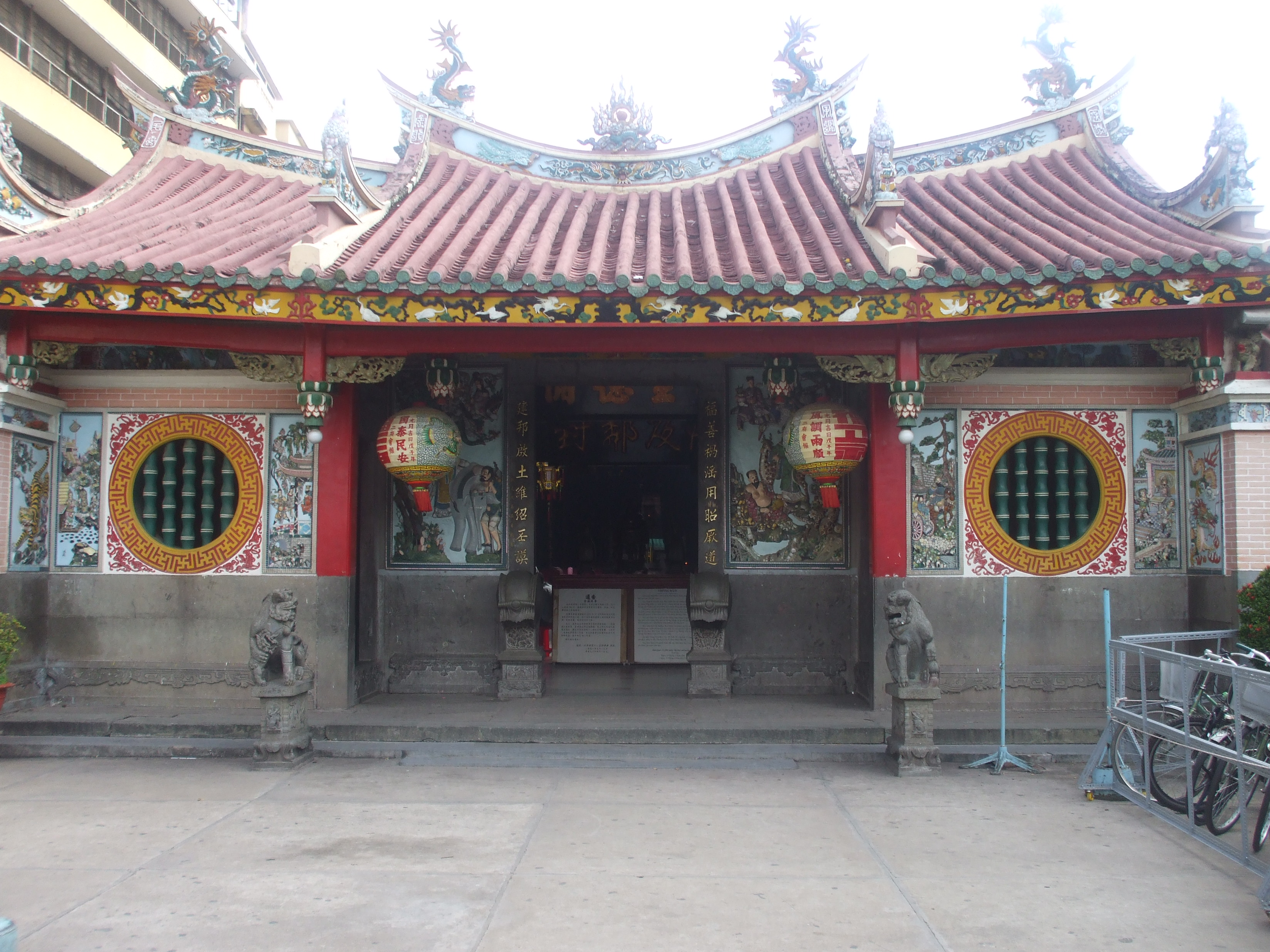
Nhi Phu Miao - Hô-Chi-Minh-Ville

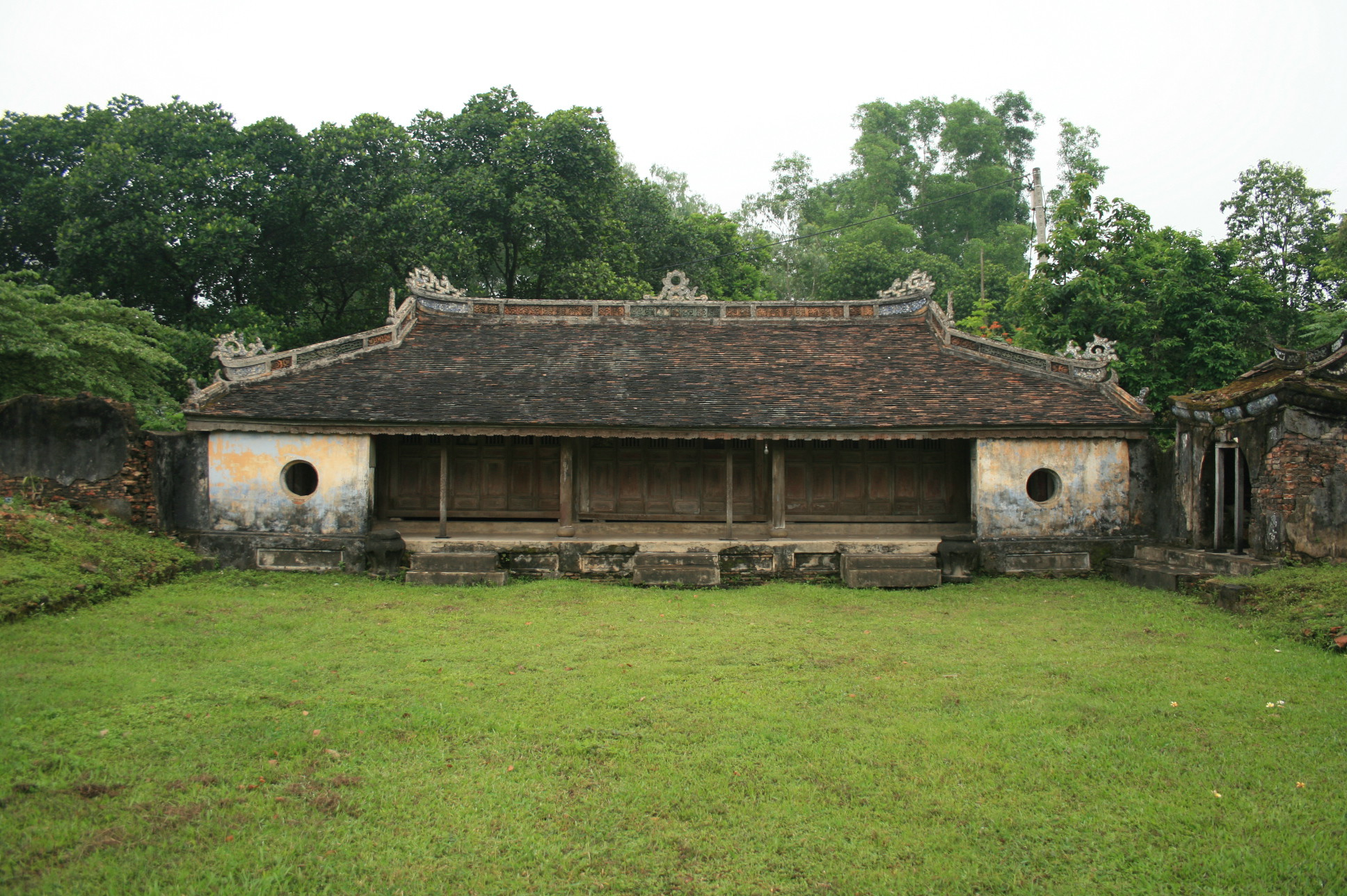
Miao à Long Chau, province de Thua Thien Hue

Les Miao (廟) sont des bâtiments des religions traditionnelles d'Asie de l'Est qui consacrent des dieux, des mythes ou des légendes, des sages des dynasties passées et des personnages historiques célèbres. Il s'agit d'un type d'architecture de temple chinois qui contraste avec les sanctuaires Ci qui se consacrent aux ancêtres au lieu de divinités.

## Au Vietnam
Au Vietnam les Miao sont appelés en vietnamien : Miếu. Dans la coutume vietnamienne, il est dit que : chaque village vénérant des dieux doit avoir un Miao. Dans certains endroits, il y a à la fois un Miao et une maison commune. Le Miao est l'endroit où les fantômes et les esprits sont habillés, la maison commune est l'endroit où adorer le dieu de la ville et servir d'office pour que les gens se rassemblent. Les Miaos sont souvent construits sur de hauts monticules ou à proximité de grands lacs et rivières.

## Au Japon

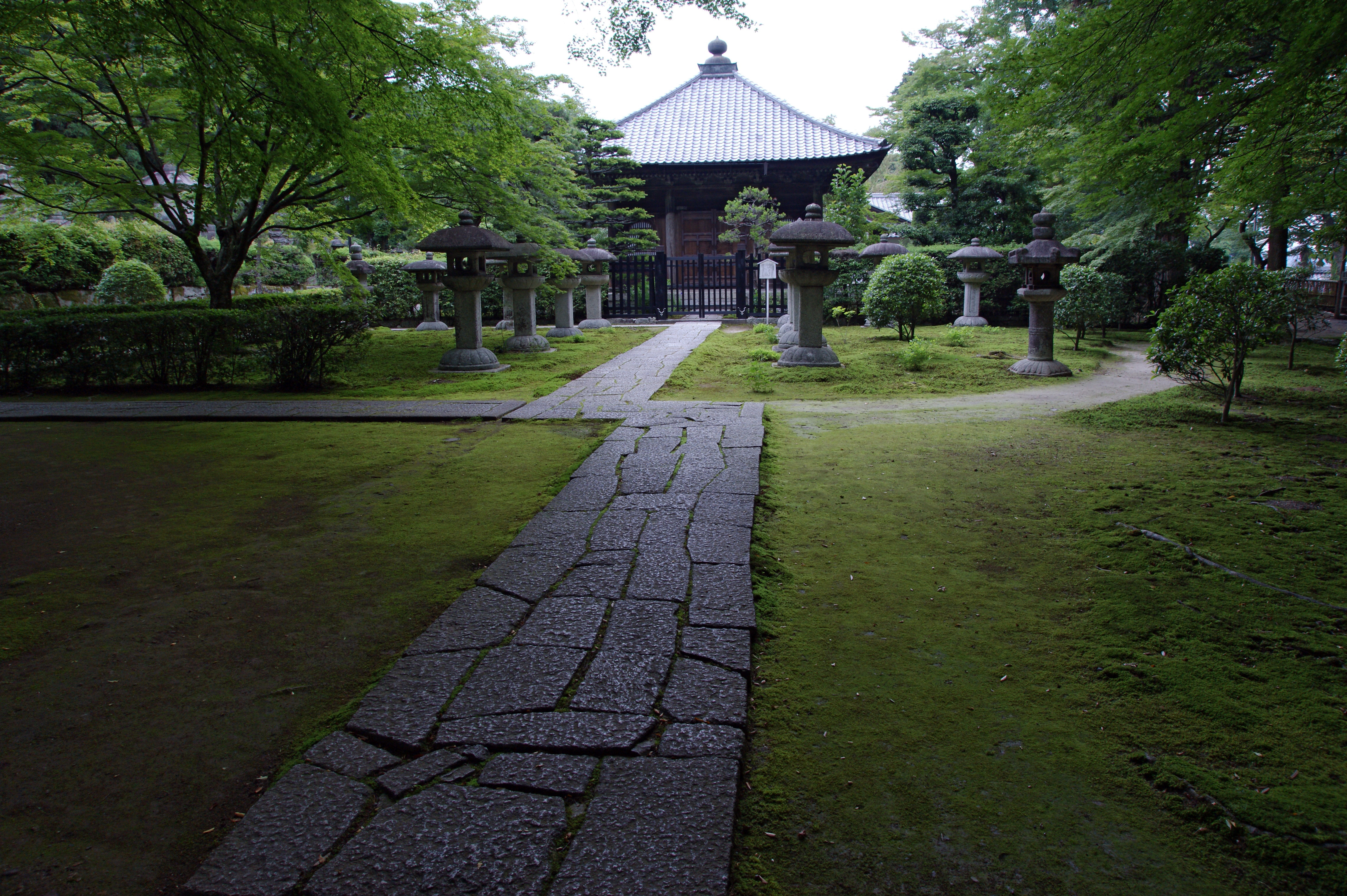
Jigandō

### Aperçu
Au Japon, un bâtiment dédié à une personne spécifique est appelé Reibyo (霊廟) , Byo (廟)  ou Tamaya (霊屋).